# Charis
Charis – polski herb szlachecki z nobilitacji, o niepewnym rysunku.

## Opis herbu
W polu dwudzielnym w słup, w polu prawym, nieznanym, lew wspięty.
W polu lewym, czerwonym, połuorzeł srebrny.
Podział tarczy i kolejność godeł są niepewne.

## Najwcześniejsze wzmianki
Nadany 1 kwietnia 1525 Nicolo Marii de Charis z Neapolu, kuchmistrzowi królewskiemu. Herb powstał przez dodanie Orła Polskiego do herbu rodowego nobilitowanego.

## Herbowni
Charis.